# Ватсон, Генри Вильям
Генри Уильям Уотсон (25 февраля 1827, Мэрилебон, Лондон – 11 января 1903, Брайтон) — преподобный, священник, "апостол Кембриджа".
Г.У.Уотсон родился в семье Томаса Уотсона и Элеоноры Мэри Кингстон. Он получил образование в Королевском колледже Лондона и Тринити-колледже в Кембридже. В 1850 году он получил диплом второго спорщика и приз Смита, в то время как доктор У. Х. Безант был старшим спорщиком. В 1851 году он стал стипендиатом Тринити-колледжа, а с 1851 по 1853 год был там помощником преподавателя. Уотсон подружился с Джеймсом Фитцджеймсом Стивеном, который поступил в Тринити-колледж в 1847 году. С 1853 года он был преподавателем математики в школе Лондонского сити, а в 1857 году стал преподавателем математики в Королевском колледже.
В 1856 году Уотсон был рукоположен в сан диакона, а два года спустя — в сан священника. С 1857 по 1865 год он был помощником учителя в школе Харроу, после чего стал ректором Берксуэлла близ Ковентри. Он занимал эту должность в течение 37 лет, уйдя в отставку в августе 1902 года и переехав в Брайтон. За время работы в доме священника у него было достаточно времени для занятий математикой и наукой, и он часто публиковал научную литературу.
В 1875 году он и Фрэнсис Гальтон представили метод Гальтона–Ватсона. В 1881 году он стал членом Королевского общества (ФРС) и получил ученую степень D.Sc в 1883 году.
Он умер в Брайтоне 11 января 1903 года.

## Книги Г.У.Ватсона
- The mathematical theory of electricity and magnetism (Volume 1: electrostatics) (Clarendon, Oxford, 1885–1889)
- The mathematical theory of electricity and magnetism (Volume 2: magnetism & electrodynamics) (Clarendon, Oxford, 1885–1889)
- A treatise on the application of generalised coordinates to the kinetics of a material system (Clarendon, Oxford, 1879)
- A treatise on the kinetic theory of gases (Clarendon, Oxford, 1893)